# Gyndulus
Gyndulus is een geslacht van hooiwagens uit de familie Gonyleptidae.
De wetenschappelijke naam Gyndulus is voor het eerst geldig gepubliceerd door Roewer in 1929. 

## Soorten
Gyndulus omvat de volgende 2 soorten:
- Gyndulus roeweri
- Gyndulus trispinifrons